# Tatiana Brustin-Berenstein
Tatiana Brustin-Berenstein (ur. 29  listopada 1908 w Szczebrzeszynie, zm. 27 lipca 1997 w Kopenhadze) – polska historyk żydowskiego pochodzenia.

## Życiorys
Urodziła się jako Tauba Brustin, córka drobnego kupca Jankiela Majera i Chai Leny z Wajntraubów. Miała dwójkę rodzeństwa: Blumę i Markusa. W dzieciństwie wraz z rodziną przeniosła się do Warszawy, gdzie, w 1913 roku, podjęła naukę w szkole Thalgrünowej. 
W 1924 roku zdała maturę w Gimnazjum Towarzystwa Zjednoczenia Nauczycieli i rozpoczęła studia na Wydziale Humanistycznym Uniwersytetu Warszawskiego. Wkrótce potem zrezygnowała jednak z nich na rzecz fakultetu przyrodniczego w Wolnej Wszechnicy Polskiej. Po dwóch latach studiów, z powodów finansowych, musiała zrezygnować ze studiów we Wszechnicy i próbowała przenieść się na Wydział Matematyczno-Przyrodniczy UW, jednak jej podanie zostało dwukrotnie odrzucone. Jesienią 1928 roku złożyła wniosek o przyjęcie na Wydział Humanistyczny, w tym samym roku ukończyła kurs nauczycielski przy Gminie Wyznaniowej Żydowskiej. W 1932 roku obroniła pracę magisterską pisaną na seminarium profesora Oskara Haleckiego, praca dotyczyła stosunków polsko-mołdawskich w latach 1531–1552. W 1933 roku ukończyła Studium Nauczycielskie na UW. Do 1934 roku brała udział w seminarium doktorskim, nie napisała jednak doktoratu.
Od 1931 roku pracowała jako nauczycielka w szkolnictwie prywatnym w Warszawie. Była członkiem Związku Zawodowego Nauczycieli Szkół Powszechnych i Średnich. W 1939 roku wraz z rodziną mieszkała przy ulicy Zamenhofa. W Warszawie poznała Jonę Berensteina, któremu pomagała w działalności w ramach Komunistycznej Partii Polski. Po kapitulacji Warszawy przedostała się na obszar okupacji radzieckiej. Od listopada 1939 roku pracowała jako nauczycielka historii i geografii w szkole średniej w Krzemieńcu, w międzyczasie wzięła ślub z Joną Berensteinem, który pełnił funkcję dyrektora kombinatu. Po ataku Niemiec na ZSRR jej mąż został powołany do Armii Czerwonej, a ona została ewakuowana do obwodu woroneskiego, gdzie podjęła pracę jako nauczycielka we wsi Kałmyk. W listopadzie 1941 roku została ewakuowana do Fergany. 1 stycznia 1942 roku urodziła Witaliego Berensteina, a wkrótce potem ponownie podjęła pracę jako nauczycielka.
Od 1943 roku pracowała jako nauczycielka historii w szkole prowadzonej przez Związek Patriotów Polskich w Ferganie, prawdopodobnie także wstąpiła do organizacji. W czerwcu 1946 roku, wraz z bratem i synem powróciła do Polski. Zamieszkała w Łodzi, a 1 lipca 1946 roku podjęła pracę w Centralnej Żydowskiej Komisji Historycznej, a następnie w Żydowskim Instytucie Historycznym. W charakterze eksperta brała udział m.in. w procesie Ludwiga Fischera, Ludwiga Leista, Josefa Meisingera i Maxa Daumego. 
Od 1946 roku była członkiem Polskiej Partii Robotniczej, a następnie Polskiej Zjednoczonej Partii Robotniczej. Od 1950 roku była działaczką podstawowej organizacji partyjnej w Żydowskim Instytucie Historycznym. W lutym 1951 roku została zastępcą kierownika ŻIH Artura Eisenbacha. 1 stycznia 1953 roku objęła stanowisko kierownika archiwum ŻIH. Zajmowała się m.in. polityką gospodarczą III Rzeszy w Generalnym Gubernatorstwie oraz polityką gospodarczą wobec Żydów w Warszawie.
W 1966 roku Witali Berenstein, wówczas student Szkoły Głównej Planowania i Statystyki, wyjechał do krewnego do Belgii, następnie wystąpił o paszport konsularny, postanowiając pozostać w Belgii, od tego czasu nie miała prawa podróżować poza granice PRL. W tym samym roku miała miejsce tzw. afera z mikrofilmami, dotycząca mikrofilmów przesłanych przez ŻIH do Jad Waszem. Została ona obarczona odpowiedzialnością za niezgodny z prawem brak ewidencji mikrofilmów oraz niezgłoszenie urzędnikom, jakie dokumenty zostały skopiowane. W związku z aferą dyrektor Wydziału I PAN zażądał zwolnienia jej z pracy. W październiku tego samego roku złożyła rezygnację z funkcji kierownika archiwum.
9 lipca 1969 roku złożyła podanie o zwolnienie z pracy w Żydowskim Instytucie Historycznym. 23 lipca tego samego roku opuściła Polskę i udała się do Kopenhagi, gdzie została zatrudniona przy katalogowaniu zbiorów judaików w Bibliotece Królewskiej oraz jako lektorka języka niemieckiego na uniwersytecie. W 1976 roku przeszła na emeryturę. 
Zmarła w 1997 roku w Kopenhadze.

## Wybrane publikacje
- KPP w walce z antysemityzmem, Warszawa: Idisz Buch 1956.
- Eksterminacja Żydów na ziemiach polskich w okresie okupacji hitlerowskiej: zbiór dokumentów, zebrali i oprac. T. Berenstein, A. Eisenbach, A. Rutkowski, dokumenty niem. tł. D. Dąbrowska, Warszawa: Żydowski Instytut Wydawniczy 1957.
- (współautor: Adam Rutkowski), Pomoc Żydom w Polsce 1939-1945, Warszawa: Polonia 1963; przekłady: francuski Aide aux Juifs en Pologne 1939-1945, 1963; angielski Assistance to the Jews in Poland 1939-1945, transl. Edward Rothert, 1963; niemiecki Hilfsaktion für Juden in Polen 1939-1945, Deutsch von Katja Weinbraub, 1963.
- Emanuel Ringelblum, Kronika getta warszawskiego: wrzesień 1939 - styczeń 1943, wstęp i red. Artur Eisenbach; przeł. z jidysz Adam Rutkowski, oprac. i zaopatrzyli w przypisy Tatiana Berenstein et al.; konsultacja nauk. Tomasz Szarota, Warszawa: „Czytelnik” 1983.